# ビッグサンディ遠征
ビッグサンディ遠征（ビッグサンディえんせい、英: Big Sandy Expedition、またはアイビーマウンテンの戦い、英: Battle of Ivy Mountain）は、南北戦争の初年1861年9月半ばに始まったケンタッキー州における北軍の初期作戦である。ウィリアム・"ブル"・ネルソン准将がケンタッキー州メイズビルで新しい旅団を編成し、東ケンタッキーのビッグサンディ・バレーに遠征し、ジョン・S・ウィリアムズ大佐の下に南軍部隊が拡大するのを止める命令を受けた。この遠征は3段階で行われた。最初は9月21日から10月20日であり、ネルソンがオハイオ州とケンタッキー州から志願兵5,500名の旅団を集結させた。10月23日、本隊を2つに分けた内の南の部隊はケンタッキー州ヘイゼルグリーンを確保し、北の部隊は同ウェストリバティを確保した。2部隊はセイラーズビル（リッキング・ステーション）で統合され、10月31日に最終段階に入った。それが11月8日のアイビーマウンテンの戦いであり、11月9日には南軍がパイクビル（パイクトン）から撤退することになった。

## 背景
1861年9月の第1週、南軍のレオニダス・ポーク少将がギデオン・J・ピロー准将にケンタッキー州ヒックマンまで部隊を進軍させたときに、ケンタッキー州が採ろうとしていた中立政策が終わった。9月18日、ケンタッキー州議会は州外から北軍が入ってくることを認めた。翌日、ケンタッキー州軍の前指揮官サイモン・B・バックナーがボーリンググリーン（ケンタッキー州南中部）に南軍の作戦本部を設立し、一方フェリックス・K・ゾリコファー指揮下の部隊がバーバービル（ケンタッキー州南東部）を占領した。それから間もなく、ノックスビルから両軍にコネがある新聞記者がカンバーランドフォード（ケンタッキー州南東部）に到着し、4個連隊、大砲6門の野砲大隊、騎兵4個中隊の合計約3,200名を率いてきた。このことで、東部ケンタッキーのビッグサンディ・バレーで増加した南軍がマコーマックの谷（フレンチバーグ）を通ってブルーグラス地域（（ケンタッキー州北東部）に入る意図が見えてきた時に、中央ケンタッキーに差し迫った脅威を与えた。これに反応した北軍のジョージ・ヘンリー・トーマス准将が、キャンプ・ディック・ロビンソンから来た部隊に、南東ケンタッキーに入り、ビッグヒル、リッチモンド、レキシントンに対する如何なる動きにも守るよう命令を出した。元アメリカ合衆国副大統領のジョン・ブレッキンリッジとその南軍の同僚ハンフリー・マーシャル大佐が、「平和支持者」と「州の権限支持者」に訓練のためレキシントンに集まるよう呼びかけして、心配事を増やした。両人ともその代わりに、マウントスターリングに出頭して西バージニアの南軍に加わり、パイクトン（パイクビル）に駐屯する東ケンタッキー軍の指揮官に就いた。
その数日後、"ブル"・ネルソンがケンタッキー州ワシントンに近いキャンプ・ケントンに作戦本部を設立したことを公表し、ケンタッキー州における反乱を終わらせるために志願兵に武器を渡し、装備を与えると宣言した。新聞「フィラデルフィア・プレス」は、反乱軍がビッグサンディ川のオハイオ川に合流する場所を抑えることを、ビッグサンディ遠征隊が防ぐことになると考えていた。このことは、西バージニアのウィリアム・ローズクランズ准将の後衛と左翼を守り、ネルソンにワイルドキャットマウンテンを補強させ、ゾリコファーをノックスビルに押し返させることになるはずだった。
ネルソンはバス郡のオリンピアンスプリングス（マッドリックススプリングス）を出発地域にした。そこをこの有名な温泉の所有者であるハリソン・ギルからキャンプ・ギルと名付けた。そこはオウイングスビルの下流8マイル (13 km)、マウントスターリングの東20マイル (32 km) にあった。そのすぐ下、マウントスターリング＝パウンドギャップ道路（国道460号線）がマコーマックの谷（フレンチバーグ）を抜けており、そこがプレストンバーグからブルーグラス地域への入り口になっていた。1861年9月29日、ジョン・スミス・ハート少佐が民兵3個中隊でその重要な山道を確保した。10月8日、ルイス・ブラクストン・グリッグスビー大佐がハートの部隊200名に自隊の300名を追加した。ジェイムズ・ペリー・ファイフ大佐がオハイオ第59志願歩兵連隊をキャンプ・ケントンに進め、レナード・A・ハリス大佐がオハイオ第2志願歩兵連隊を率いてオリンピアンスプリングスに到着した。ジェシー・S・ノートン大佐がニコラスビルからオハイオ第21志願歩兵連隊を率いて到着し、それから2週間の間に、ネルソンの下には、オハイオから3,700名、ケンタッキーから1,800名、合計約5,500名の志願兵が集まった。
プレストンズバーグ近くの農場では、南軍のアンドリュー・ジャクソン・メイとジョン・フィックリン各大尉が「セロゴルドの英雄」ジョン・S・ウィリアムズ大佐を助けてケンタッキー第5歩兵連隊を組織化していた。1,010名となった部隊は衣類がみすぼらしく、この不屈な集団を「浮浪児連隊」と呼ぶ者もいた。その中身は歩兵9個中隊、騎兵5個中隊、大砲2門、戦争には適していないような個人持ち武器を携行していた。

## ウェストリバティとヘイゼルグリーン
1861年10月21日月曜日、ネルソンがキャンプ・ディック・ロビンソンに集めた部隊が、ワイルドキャットマウンテンの荒野道路沿いで、ゾリコファーの南軍と長引いた戦いを交わした。翌朝ネルソンはこれに気付かないまま、レナード・ハリス大佐指揮下の1,600名に大砲2門を持たせ、ウェストリバティまで35マイル (56 km) を進むよう命じた。水曜の夜明けに、ネルソンは約3,500名の兵士および大砲と共にヘイゼルグリーンの前にいた。短時間の戦闘で200名いた南軍兵のうち38名が降伏した。北12マイル (19 km) のウェストリバティでは、500ないし700名の南軍兵が戦死21名、負傷40名、捕虜34名を出していた。北軍の損失は負傷2名のみだった。ネルソンが輜重隊が追いつくのを待っている間に、リッキングステーション（サリアーズビル）でその部隊を統合した。作戦は10月31日に再開され、プレストンズバーグに到着したときは「東ケンタッキーのジブラルタル」と言われたものが放棄されていることが分かった。

## アイビーマウンテン
11月7日木曜日、ジョシュア・W・シル大佐が、ビッグサンディ遠征隊の北部隊をジョンズ・クリークの方向に進め始めた。そこからは南に曲がって約40マイル (64 km) 進み、パイクビルで敵の後方に付けるはずだった。翌朝、ネルソンが3,600名の本隊を率いて旧州道（460号線）をパイクビルに進んだ。かまぼこ型の高さ1,000フィート (300 m)、長さ約半マイル (800 m) の丘陵、アイビーマウンテンに近づいたときに滝のような雨が降った。ビッグサンディ川の西リバイサ支流が幅7フィート (2.1 m) の道路の右手で動きを制限し、膝まで浸かる泥のために砲兵は大砲を砲車から外して運ばざるを得なかったので、歩兵の後について1列で進んだ。パイクビルの約15マイル (24 km) 西で、前衛部隊が道の曲がり角に消えるとアイビー・クリークの渡し場に回った。彼らの直ぐ前、100フィート (30 m) ほどの丘の上に250名の南軍兵が、岩、樹木、藪の陰に隠れていた。午後1時頃、南軍兵の持つ二連散弾銃や旧式マスケット銃からの青い煙で丘が染まった。次の瞬間北軍兵4名が戦死し、他に13名が負傷して倒れた。ネルソンはそのサーベルを抜いて前に突進し、目立つ位置にある岩に登って、部下の兵士達に「南軍兵が彼を撃てないのであれば、彼らの誰も撃つことはできない」と告げた。ネルソンはオハイオ第2歩兵連隊と同第21歩兵連隊に山の横腹を上り、北から敵陣地の側面を衝くよう命じた。これと同時にアイビー・クリークと西リバイサ支流の河口近くに軽量大砲2門を据えさせ、敵の胸壁に向けて直接発砲させた。
午後2時20分頃、オハイオ第21歩兵連隊が丘の頂部に到達した。この部隊は大きな岩を南軍兵の方に転がしたので、南軍兵はあらゆる方向に散った。30分後、メイ大尉が部下に木を切り倒させ、橋を焼かせて追跡を遅らせた。アイビーマウンテン（アイビーナローズ）の戦いは明らかにネルソン隊の勝利であり、戦場を完全に制圧したが、損失は戦死6名、負傷24名になった。対する南軍は戦死10名、負傷15名、不明または捕虜40名となった。ネルソンはコールドウォーター・クリークの燃えた橋の向こう、北部支持者リンゼイ・レインの家近くで追跡を終わらせた。南軍のウィリアムズはパイクビルまで後退を続け、そこで400名の後衛を付けて、残り部隊がパウンドギャップまで後退するのを援護させた。11月9日土曜日午前3時、ネルソンはその部隊に追跡を再開させた。道路の状態が大変だったので動きが遅れ、夜になった時にはパイクビルからまだ5マイル (8 km) にあった。11月10日日曜日早朝、ジョシュア・W・シルの北部隊から出た分遣隊が進み出て、土曜日の午後4時に町を確保したと告げた時に、ネルソンは目標から数マイルの所に来ていた。
パウンドギャップでは、バージニアのウィリアムズ大佐が、「組織ができず、武装が足りず裸足の部隊」の全てが欠けているが戦う意思がある部隊をネルソンが蹴散らしたと報告していた。「シンシナティ・コマーシャル」は、ネルソンが「部隊が適切な輸送手段の無い厳しい地形を如何に移動できるか」示したと書いていた。ネルソンはバージニア・アンド・テネシー鉄道を破壊するためにバージニアへの進行を続けると考えていたウィリアムズを、そのやり方が真に驚かせた。その鉄道はアメリカ連合国の首都バージニア州リッチモンドと、テネシー州メンフィス、およびミシシッピ・バレーをノックスビルで繋ぐものだった。アイビーマウンテンの戦いに関する最初の報告で、北部の新聞特派員は大幅に誤った報告をしていた。北部の読者は戦争の早期の決着を望んでいたからだった。これらの誤りによって、「シンシナティ・ガゼット」は、大きな勝利を得られた一方で、「東ケンタッキーの作戦はショーマンのキャラバンの通過ほど恒久的な効果は得られなかった。500名の南軍ゲリラ騎兵が1週間の内に装飾的な仕事を行うようになり、多くの金と貴重な時間を遣わせることになる」と結論付けた。後の問題が大きな心配であり、ルイビルでドン・カルロス・ビューエルがウィリアム・シャーマンに代わる理由になった。ネルソンはそこで出頭を命ぜられ、その旅団は11月24日日曜の午後に従った。予想されたように南軍は戻って来た。その対応でジェームズ・ガーフィールド准将が地域に入って彼らを従えさせる終わっていなかった任務を再開した。